# Akren
Als Akren (griech.-neulat.) werden in der Medizin und der Tiermedizin diejenigen Körperteile bezeichnet, die am weitesten vom Rumpf entfernt sind.

## Sprachliches
Die Wortbildung Akren mit dem Wortbildungselement akr(o)- geht auf altgriechisch ἄκρος akros zurück, das „äußerst, oberst“ oder auch „spitz“ bedeutet (vgl. Akrobatik, Akropolis u. a.). Extremitäten (eine Wortbildung zu lat. extremus „äußerster“) ist eine analoge Bezeichnung für die Gliedmaßen.
Das Wort wird laut Duden nur im Plural verwendet (Pluraletantum).
Das zugehörige Adjektiv akral bedeutet „die Akren betreffend“.
Im Englischen ist das Adjektiv acral gebräuchlich, es gibt jedoch kein gebräuchliches Substantiv für die Akren. Diese werden unter anderem als extremities of peripheral body parts oder parts most distal of the body oder acral parts of the body umschrieben.

## Definitionen
Welche Körperteile des Menschen zu den Akren zählen, ist in der Literatur und im Sprachgebrauch nicht einheitlich festgelegt. Einigkeit besteht vor allem darin, dass Finger und Zehen Akren sind.
- Das Fachwörterbuch Pschyrembel fasst den Begriff weiter. Die Online-Ausgabe nennt auch die Hände und Füße und versteht die aufgezählten Körperteile nur als Beispiele: „Sammelbegriff für Körperteile, die – in Relation zu benachbarten Körperteilen – jeweils am weitesten vom Rumpf entfernt liegen wie Finger, Zehen, Hände, Füße, Nase, Kinn und Ohren“ (man beachte das Wort „wie“).[7]
- In einer gedruckten Ausgabe des Pschyrembel (1998) werden als weitere Beispiele auch die Augenbrauenbögen und die Jochbögen erwähnt.[8]
- In einem englischen Wörterbuch zur Dermatologie findet sich folgende Erklärung zu den Akren: „die distalen Körperteile wie Hände, Füße und auch der Penis, insbesondere aber Finger, Zehen, Nase und Ohren“.[9]
- Der Penis wird in medizinischen Texten teils zu den Akren gezählt,[9][10] teils nicht.[11]
- Manchmal wird die Zunge zu den Akren gerechnet.[12]

In der Tiermedizin kommt der Schwanz oder die Schwanzspitze hinzu. Die Akren der Gliedmaßen sind bei den meisten Tierarten anders ausgeformt als beim Menschen, beispielsweise als Klauen bei Schweinen und anderen Paarhufern.

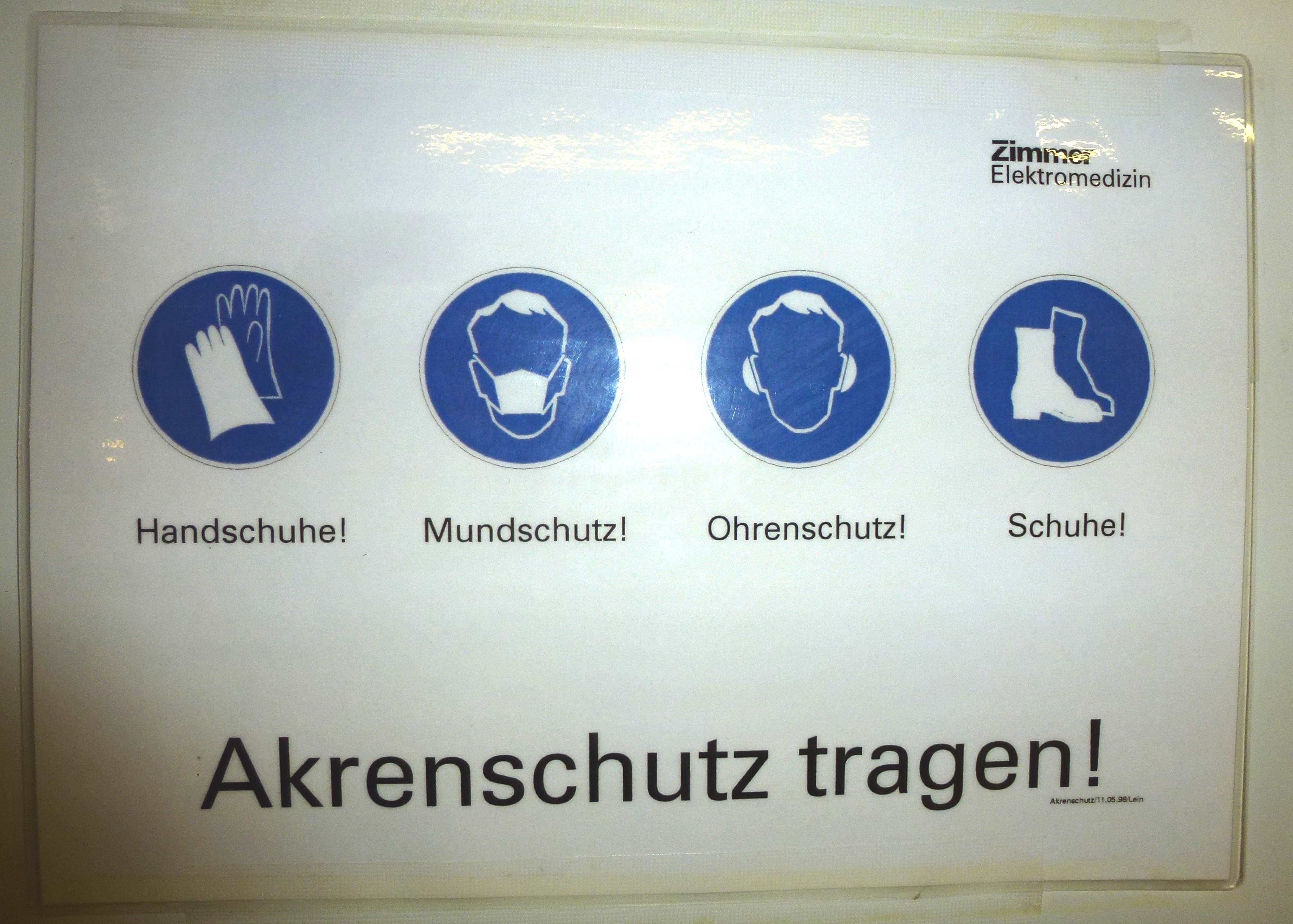
Akrenschutz-Warntafel: Bei der Ganzkörperkältetherapie müssen die Akren geschützt werden

## Akren in der Medizin
Bei der Ganzkörperkältetherapie werden Patienten einige Minuten lang extremer Kälte (−110 °C) ausgesetzt. Dabei müssen die Akren – Hände, Füße, Nase, Ohren – geschützt werden. Der akrale Kälteprovokationstest wird bei der Diagnostik von Durchblutungsstörungen an den Händen oder Füßen eingesetzt. Beim Raynaud-Syndrom sind zeitweise die Finger und Zehen zu wenig durchblutet, unter Umständen auch andere Akren wie Nase und Ohren.
Bei der Akromegalie (manchmal auch Pachyakrie genannt) sind insbesondere die Akren vergrößert. Eine abnorme Kleinheit der Akren wird Akromikrie genannt.
Zu den Fehlbildungen, Krankheiten und Beschwerden, die nach den Akren benannt sind, zählen auch die akrofaziale Dysostose, die Akroosteolyse, die Akroparästhesie und die Akrozyanose.

## Akren in der Tiermedizin
In der Schweinehaltung sind Entzündungen und Nekrosen am Schwanz sowie an den Ohren und den Fußspitzen ein bekanntes Problem, das mit dem Beißen durch Artgenossen, aber auch mit der Auswahl des Futters und anderen Faktoren zusammenhängt. Zusammenfassend spricht man von Entzündungen bzw. Nekrosen an den Akren.
Zu den akralen Erkrankungen bei Haushunden zählen die akrale Leckdermatitis und das akrale Mutilationssyndrom.